# Sokawera (Somagede)
Sokawera is een bestuurslaag in het regentschap Banyumas van de provincie Midden-Java, Indonesië. Sokawera telt 4875 inwoners (volkstelling 2010).